# Lygisaurus sesbrauna
Lygisaurus sesbrauna är en ödleart som beskrevs av  Ingram och COVACEVICH 1988. Lygisaurus sesbrauna ingår i släktet Lygisaurus och familjen skinkar. IUCN kategoriserar arten globalt som livskraftig. Inga underarter finns listade i Catalogue of Life.